# Rodrigama gamezi
Rodrigama gamezi là một loài tò vò trong họ Ichneumonidae.